# 伊爾沙河

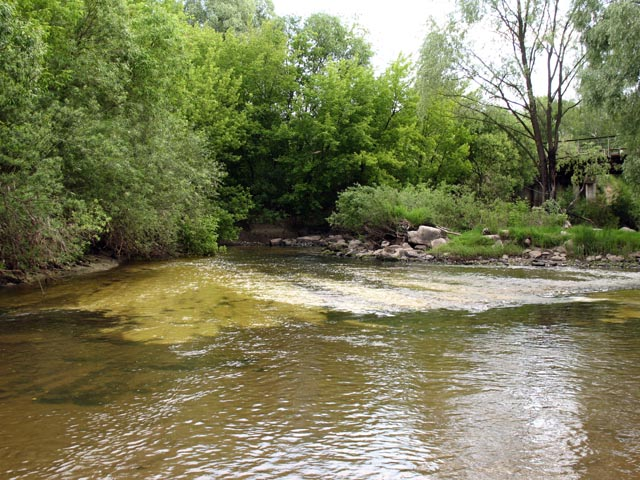

伊爾沙河（烏克蘭語：Ірша річка）是烏克蘭的河流，屬於捷捷列夫河的左支流，河流全長136公里，流域面積3,070平方公里，河水主要來自融雪和雨水，流經日托米爾州和基輔州，河畔城鎮有馬林。